# Мишиган Сентер (Мичиген)
Мишиган Сентер (енгл. Michigan Center) насељено је место без административног статуса у америчкој савезној држави Мичиген.

## Демографија
По попису из 2010. године број становника је 4.672, што је 31 (0,7%) становника више него 2000. године.
| Група             | 2000.         | 2010.         |
| Белци             | 4.485 (96,6%) | 4.449 (95,2%) |
| Афроамериканци    | 16 (0,3%)     | 20 (0,4%)     |
| Азијати           | 20 (0,4%)     | 15 (0,3%)     |
| Хиспаноамериканци | 71 (1,5%)     | 90 (1,9%)     |
| Укупно            | 4.641         | 4.672         |